# Richart Báez
Richart Martín Báez Fernández (sinh ngày 31 tháng 7 năm 1973) là một cựu cầu thủ bóng đá Paraguay chơi ở vị trí tiền đạo.

## Sự nghiệp
Báez là một trong những tiền đạo nổi tiếng nhất lịch sử Olimpia. Vào năm 2002, anh cùng đội bóng vô địch Copa Libertadores trong đó chính anh là người ghi bàn quyết định trong trận chung kết. Thế mạnh của Báez là các pha bóng bổng. Báez cùng đội tuyển bóng đá quốc gia Paraguay tham dự Giải vô địch bóng đá thế giới 2002.
Sau khi nghỉ thi đấu, Báez trở thành huấn luyện viên và dẫn dắt Club Martín Ledesma trong mùa giải 2006.

## Thống kê sự nghiệp
| Đội tuyển bóng đá Paraguay | Đội tuyển bóng đá Paraguay | Đội tuyển bóng đá Paraguay |
| Năm                        | Trận                       | Bàn                        |
| -------------------------- | -------------------------- | -------------------------- |
| 1995                       | 8                          | 1                          |
| 1996                       | 5                          | 0                          |
| 1997                       | 6                          | 1                          |
| 1998                       | 1                          | 0                          |
| 1999                       | 1                          | 0                          |
| 2000                       | 3                          | 0                          |
| 2001                       | 0                          | 0                          |
| 2002                       | 2                          | 0                          |
| Tổng cộng                  | 26                         | 2                          |